# Lolita Miliavskaïa
Lolita Miliavskaïa est une chanteuse, actrice et metteuse en scène soviétique puis russe née le 14 novembre 1963 à Moukatchevo en RSS d'Ukraine. 

## Biographie

### Jeunesse
Elle est née le 14 novembre 1963 à Moukatchevo, en RSS d'Ukraine.

### Sanctions
En 2017, Miliavskaïa est interdite d'entrée en Ukraine pour une durée de trois ans parce qu'elle se produit en Crimée en 2015 (le territoire ukrainien de la Crimée a été annexé par la Russie en 2014).
En janvier 2023, l'Ukraine impose des sanctions à l'artiste pour son soutien à l'invasion russe de l'Ukraine,.

### Vie privée
Miliavskaïa s'est mariée cinq fois et a une fille née en 1999.